# Саборна црква Светог Исака
Саборна црква Светог Исака или Исаков Сабор (рус. Исаа́киевский Собо́р) је велика архитектонска катедрала која тренутно функционише као музеј са повременим црквеним службама у Санкт Петербургу. Посвећен је светом Исакију Далматинском, заштитнику Петра Великог, који је рођен на празник тог светитеља. Првобитно је саграђена као катедрала, али ју је совјетска влада 1931. претворила у музеј и од тада је то остала. Године 2017. гувернер Санкт Петербурга понудио је да катедралу врати руској православној цркви, али то није постигнуто због протеста грађана Санкт Петербурга који су се успротивили тој понуди.

## Историја
Александар I Павлович је наредио да се изгради црква на тргу Светог Исака, а ранију грађевину заменио је Винченцо Брена, и била је четврта по реду црква која је на том месту. Специјално одабрана комисија испитала је неколико дизајна, укључујући и пројекат архитекте Огиста де Монферана (1786—1858), који је учио у атељеу Наполеоновог дизајнера Шарла Персија. Неки чланови комисије критиковали су његов дизајн. Такође је сугерисано да ће упркос гигантским димензијама здање изгледати и не баш импресивно. Чланове комисије, коју су чинили познати руски архитекти, такође је посебно бринула потреба за изградњом нове огромне зграде на старом несигурном темељу. Цар, који је фаворизовао неокласицизам архитектуре, реши је спор у Монферанову корист.
Катедрала је трајала 40 година док се није изградила, под Монферановим руководством, од 1818—1858. Изградња катедрале трајала је толико дуго да је на финском језику оставио идиом: rakentaa kuin Iisakinkirkkoa (да се гради попут Исакове цркве).
Створене су иновативне методе за подизање џиновских стубова тријема. Трошкови изградње катедрале износили су 1.000.000 златних рубаља. Године 1931. претворена је у музеј историјске религије и атеизма, скулптура голуба уклоњена је и замењена Фукоовим клатном. Одржана је 12. априла 1931. прва јавна демонстрација клатна како би се визуализовала Коперникова теорија. Године 1937. трансформисан је у музеј катедрале, а некадашње колекције пренете су у музеј историјске религије (смештен у Казанској катедрали).
Током Другог светског рата купола је обојена у сиво како би се избегло привлачење пажње непријатељских летелица. На његовом врху постављена је геодетска тачка пресека, како би се утврдили положаји немачких артиљеријских батерија.
Падом комунизма музеј је уклоњен и у катедрали су настављене редовне богослужбене активности, али само у левој бочној капели. У главном телу катедрале одржавало се богослужење само за празнике.
Георгиј Полтавченко је 10. јануара 2017. најавио да ће катедрала бити премештена у руску православну цркву. Кључни протоколи преноса дефинисани су наредбом коју је издао одбор за имовинске односе Санкт Петербурга 30. децембра 2016. Документ је истекао за две године. Нова наредба се може издати на захтев руске православне цркве, али још увек није.
Премештање катедрале Светог Исака је изазвало незадовољство грађана који су бранили статус музеја. Одлука градских власти оспорена је на судовима. Тренутни статус зграде је музеј. Данас се службе одржавају само у црквеним приликама.

## Екстеријер
Неокласичан екстеријер изражава традиционалну руско-византијску формулу тлоцрта грчког крста са великом централном и четири помоћне куполе. Сличан је вили Андреа Паладиоа La Rotonda. Дизајн катедрале и куполе су касније утицали на дизајн капитола Сједињених Америчких Држава, Висконсина у Медисону и Хелсиншке катедрале.
Екстеријер је обложен сивим и ружичастим каменом и садржи укупно 112 стубова од црвеног гранита са коринтским редовима, од којих је 24 статуе на крову, а 24 на врху ротонде која је окружена шеталиштем доступним туристима. 

## Купола
Главна купола катедрале уздиже се на 101, 5 метара, његова спољашност је позлаћена. Купола је украшена са дванаест скулптура анђела Јозефа Хермана. Ови анђели су били прве велике скулптуре произведене тадашњим новим поступком електротипизације, који је био алтернатива традиционалном ливењу скулптура у бронзи. Монферанов дизајн куполе заснован је на потпорној структури од ливеног гвожђа. Била је то трећа историјска инстанца куполе од ливеног гвожђа после Кривог торња у Невјанску (1732) и катедрале у Мајнцу (1826).
Са унутрашњом висином од 69 метара, сврстава се међу највише куполе на свету.

## Ентеријер
Бронзана врата катедрале, покривена вајарским рељефима Ивана Виталија, обликована су према вратима Фирентинске крстионице, које је дизајнирао Лоренцо Гиберти. Испод врха куполе окачена је извајана бела голубица која представља Светог духа. Унутрашње карактеристике као што су стубови, пиластери, под и статуа Монтферанда састоје се од разнобојних гранита и мермера окупљених из свих делова Русије. Иконостас је уоквирен са осам стубова полудрагог камена: шест малахита и два мања лазурита. Четири педимента су такође богато извајана.
Унутрашњост је првобитно била украшена мноштвом слика Карла Брјулова и других руских мајстора тог доба. Услед хладних и влажних услова у катедрали, слике су почеле да бледе. Монтферанд је наредио да их репродукују као мозаике, технику коју је у Русији увео Михаил Ломоносов. Овај посао никада није завршен.

## Технологије
Вилијам Хендисајд и други инжењери користили су бројне технолошке иновације у изградњи. Стубови тријема подигнути су уз употребу великих дрвених оквира пре подизања зидова. Зграда почива на 10.000 стабала. Купола је позлаћена техником сличном сликању спрејем: употребљено решење обухватало је токсичну живу чија су испаравања проузроковала смрт шездесет радника. Десетак позлаћених статуа анђела, високих по шест метара, окренутих једна према другој преко унутрашњости, направљено је помоћу галванопластичне технологије, чинећи их дебелим милиметрима и врло лаким. Катедрала Светог Исака представља прву употребу ове технике у архитектури.
Педантни и мукотрпно детаљни радови на изградњи катедрале Светог Исака трајали су 40 година. Ова конструкција оставила је поруку на финском језику, rakentaa kuin Iisakin kirkkoa (да се гради попут цркве Светог Исака), за дуготрајне и бескрајне мегапројекте.

## Галерија
- Прва катедрала Светог Исака (литографија цртежа Огиста де Монферана, 1710)
- Споменик Василија Сурикова окренут ка катедрали и Bronze Horseman испред ње.
- Тлоцрт катедрале Светог Исака.
- Свети Исак благосиља Теодосија I и његову супругу Флакилу.[1]
- Капија Светог Исака, бронзана врата.
- Унутрашњост катедрале.
- Главни иконостас.
- Иконостас једне од бочних капела.
- Светиште чудотворне Богородице Тихвинске.
- Светиште, виђено кроз Царске двери током Светле недеље.
- Унутрашњост велике куполе, у част Светом духу.
- Поглед из катедрале на Исаков трг.
- Фотографија из катедрале Светог Исака.
- Катедрала Светог Исака ноћу.